# Riocavado de la Sierra
Riocavado de la Sierra es una localidad y un municipio situados en la provincia de Burgos, comunidad autónoma de Castilla y León (España), comarca de La Demanda y Pinares, partido judicial de Salas de los Infantes, cabecera del ayuntamiento de su nombre. En 2017 contaba con una población de 59 habitantes.

## Símbolos
El escudo heráldico que representan al municipio fue aprobado oficialmente el 8 de febrero de 2001 con el siguiente blasona:

«Escudo partido. Primero, en oro, árbol de sinople con tronco arrancado y a su color. Segundo, en gules, fachada de iglesia en oro, mazonada de sable con puerta y tres huecos de campanas. Entado en plata con onda de azur. Bordura de plata cargada con carnero y jabalí pasantes y con ciervo y osos rampantes, a sus respectivos colores. Al timbre, corona real cerrada.»
Boletín Oficial de Castilla y León nº 42 de 28 de febrero de 2001

## Geografía
Riocavado de la Sierra está situado a 1180 metros sobre el nivel del mar en la vertiente sur del puerto de Manquillo; posee un término municipal de 4330 hectáreas, que cuenta con una población de 59 habitantes. INE 2010
Es rico en arbolado y en parajes. El puerto de Manquillo divide las cuencas de los ríos Arlanza y Arlanzón, además es en términos de Riocavado de la Sierra donde nace el río Arlanzón. El pueblo es atravesado por el río Valdorcas que desemboca en el río Pedroso.

### Clima
El clima de Riocavado de la Sierra es mediterráneo con clara influencia continental. Es muy frío, de frescos veranos (pocas veces superando los 30 °C) y acusados inviernos. La temperatura media anual es de 7,8 °C, la mínima registrada en 2010 más baja, fue de -18,4 °C.

## Monumentos y lugares de interés
También cuenta con una iglesia románica del siglo XII, en cuyas puertas se encontraba la famosa olma de Riocavado de la Sierra, (actualmente hay dos arbolitos que se dice, son de su procedencia), donde ahora hay un letrero informativo.
Atraviesa su término municipal la Vía Verde de la Sierra de la Demanda la cual aprovecha el antiguo trazado del ferrocarril minero para adentrarnos sin dificultad en el corazón de la Sierra.
Yacimiento de plomo en las minas Carmina y el puerto del Manquillo y, al Norte de la localidad, un yacimiento de hierro.

## Historia
La primera referencia histórica hallada de Riocavado de la Sierra data del año 1028 y se presenta en perfecto orden y de, al menos, un siglo de vida. Riocavado nació probablemente a principios del siglo X. Desde las bases de Burgos y Cardeña, e incluso desde el sector de Oca, los foramontanos se encararon con la sierra que separa la cuenca del Ebro y la del Duero. Fue entonces cuando se estableció el condado de Lara, en la familia del conde Gonzalo Fernández, padre de Fernán González. 
El alfoz de Lara se fragmentó en otros menores como el de Barbadillo del Pez, en el cual fue enclavada la villa de Riocavado de la Sierra. Fue una época de vida dificultosa en la Sierra, pero más asegurada que otras frente a las invasiones árabes, aunque la vía romana que desde Clunia alcanzaba el valle del Ebro era de tránsito obligado de los ejércitos árabes. En esta texitura, la villa de Riocavado, rodeada de frondosos bosques poblados de osos y lobos, era una plaza segura. En el año 1028 la reina de Navarra tiene una importante hacienda en Riocavado, localidad sobre la que ejerce una especie de señorío. Mediante un documento notarial la reina de Navarra dona los derechos que posee sobre la villa al monasterio riojano de San Millán de la Cogolla; pero no era la reina navarra la única propietaria de bienes en la localidad burgalesa, ya que una escritura del año 1062 revela que otra señora pudiente entrega al Monasterio de San Pedro de Arlanza la hacienda que posee en Riocavado y en otros pueblos cercanos. 

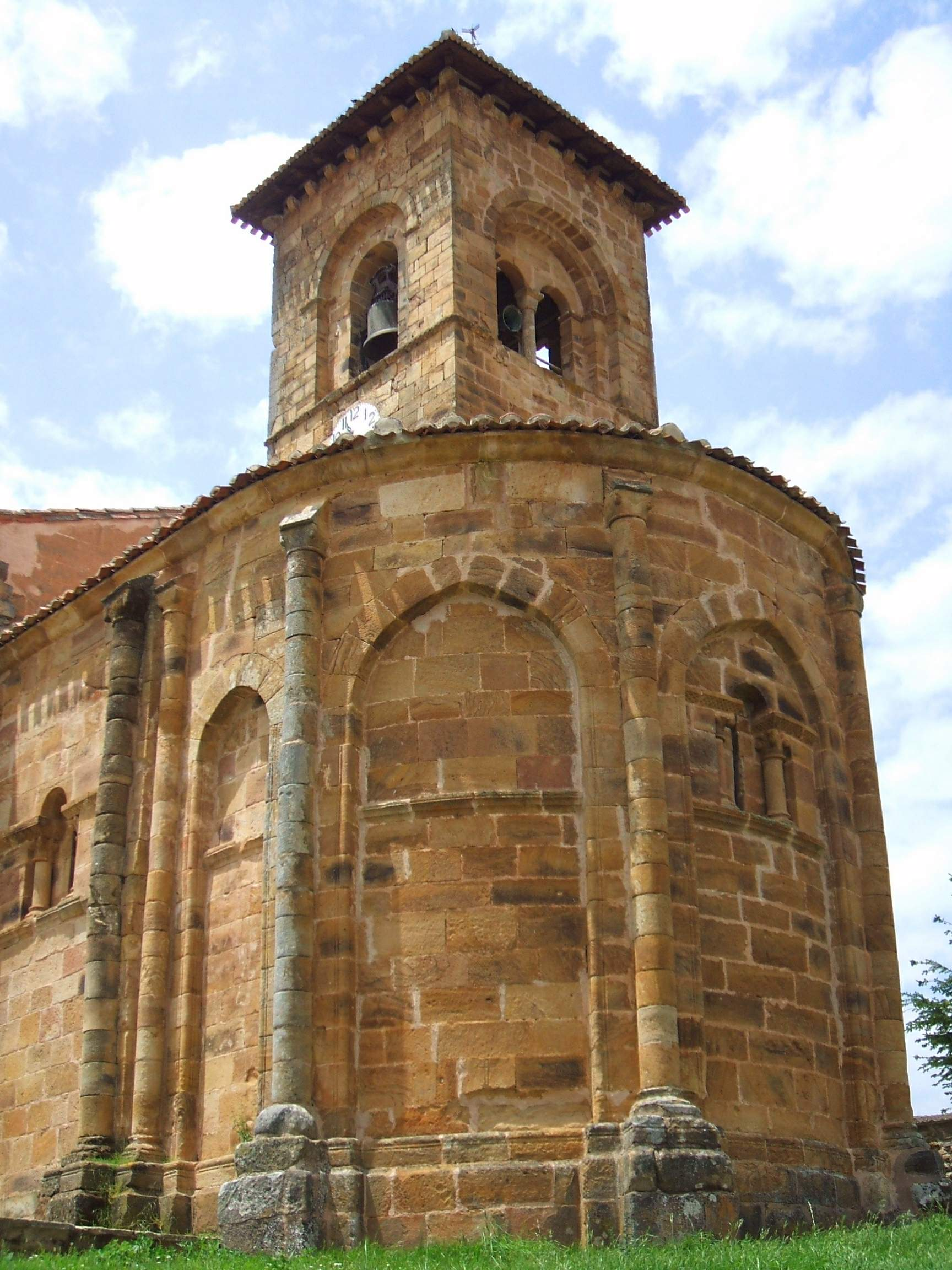
Iglesia de Santa Columba

Años más tarde, en 1083, el caballero Pedro Fernández hace una donación al Monasterio de San Pedro de Cardeña de los bienes que posee en Riocavado, incluida una propiedad con su labrador para atenderla. Fue este último monasterio el que por más tiempo retuvo los bienes, hasta la desamortización del año 1835. Por otro lado, en la época medieval era Riocavado una disputada población por su riqueza cinegética, siendo además la caza una afición muy extendida. Uno de los muchos monarcas aficionados a la caza escribió incluso un libro en el que explicaba la riqueza de Riocavado; se trata de Alfonso XI, que es su obra "La Montería" decía: Río Cavado es bueno de oso y de puerco (jabalí) en verano. Y se ponen las vocerías (ojeadores) la una desde Zaballa hasta Urjandente; y las armadas (los puestos) la una en Navallana y la otra en Era Grande... Era entonces habitual que las cacerías reales duraran varios días y en ellas, además de los nobles, participaban también cortesanos y gentes de los pueblos serranos. En el Libro de las Behetrías de Castilla (1352) figura la ficha de Riocavado de la Sierra, y según esta publicación la villa correspondía ya a don Pedro Fernández de Velasco, cuya familia llevará los títulos de Conde de Haro, duque de Frías, Condestables de Castilla..., una de las más poderosas de España. 
Los Velasco serán dueños y señores de Riocavado hasta el siglo XIX. Por los libros de préstamos y otros documentos, el cronista oficial de la provincia de Burgos, fray Valentín de la Cruz, apunta que no fue Riocavado una villa poblada en exceso, por ejemplo, en el año 1843 contaba con 194 habitantes, que vivían del monte, del suelo y de las trashumancia ovina; actividades que aún hoy significan bastante en el sustento de la zona. Había además en este pueblo un elemento muy característico junto a su iglesia, se trata de una olma gigantesca, cuyo tronco demostraba su poderío vegetal, hace ya unos años una plaga supuso el final de esta enorme olma, actualmente se puede ver un letrero con su historia.
En el Censo de Vecindarios de la Corona de Castilla realizado en 1591 se denominaba Rucauado, pertenecía al Partido de los Arauces, incluida en la provincia de Burgos. El partido contaba con 876 vecinos pecheros.

## Demografía
Riocavado de la Sierra cuenta con una población de 55 habitantes (INE 2024).
| Gráfica de evolución demográfica de Riocavado de la Sierra entre 1842 y 2021 |
| |
| Población de derecho según los censos de población del INE. Población de hecho según los censos de población del INE.En estos censos se denominaba Riocavado: 1842, 1857 y 1860. En estos censos se denominaba Riocabado de la Sierra: 1877 y 1887. |